# شوق‌نامه
شوق‌نامه یک آلبوم موسیقی شامل بازخوانی تصنیف‌های منسوب به عبدالقادر مراغی، نظریه‌پرداز و آهنگساز دورهٔ تیموری است که توسط «گروه عبدالقادر مراغی» به سرپرستی محمدرضا درویشی و خوانندگی همایون شجریان ضبط و منتشر شده‌است. این اثر شامل ۲۲ تصنیف، با زمان بیش از ۱۶۰ دقیقه، در قالب ۳ سی‌دی، در سال ۱۳۹۰ توسط کانون پرورش فکری کودکان و نوجوانان منتشر شد.

## آهنگساز
عبدالقادر غیبی مراغی مشهور به عبدالقادر مراغه‌ای (۷۵۷–۸۳۸ ه‍. ق) شاعر، موسیقی‌دان و نوازندهٔ ایرانی قرن نهم هجری بود. مراغی در مراحل مختلف زندگی‌اش در دربارهای بغداد، بصره و در نهایت در هرات نزد شاهرخ شاه تیموری مشغول به کار بوده‌است. شخصیت او نزد ترکان عثمانی از نقش اصلی اش به عنوان نوازنده، آهنگساز و نظریه‌پرداز بسی فراتر رفته و تبدیل به یک اسطوره شده‌است. کتاب‌های مقاصد الالحان، جامع الالحان، کنز الالحان، شرح ادوار و کنز التّحفر از تألیفات او به‌شمار می‌آیند.

## گروه عبدالقادر مراغی
گروه عبدالقادر مراغی در مهر ۱۳۸۴ با ۷ نوازنده و یک خواننده، تحت نظر محمدرضا درویشی شکل گرفت و از فروردین ۱۳۸۵ با ترکیب ۲۲ نوازنده و خواننده، و از شهریور ۱۳۸۵ با ۹ نوازنده و یک خواننده فعالیت و تمرینات خود را ادامه داد. هدف از تشکیل این گروه، بازخوانی رپرتواری از تصنیف‌های منسوب به عبدالقادر مراغی بوده‌است. در طول چند دهه، برخی از آثار عبدالقادر مراغی توسط گروه‌ها، نوازندگان و خوانندگان موسیقی کلاسیک ترک اجرا شده‌اند اما تا قبل از فعالیت گروه موسیقی عبدالقادر، هیچ گروهی در ترکیه یا ایران به شکل مشخص روی این آثار متمرکز نشده بودند. آثار عبدالقادر مراغی پس از ۴ سال تمرین، برای نخستین بار آثار منسوب به این آهنگ‌ساز شهیر را به صورت یک‌جا به چاپ رساند. ثبت این آثار اگرچه حاصل تلاش موسیقی‌دانان ترک به ویژه رئوف یکتا و جمعی دیگر بوده، اما تا قبل از فعالیت گروه عبدالقادر مراغی، مجموعه‌ای مستقل از آثار عبدالقادر مراغی به انتشار نرسیده بود. خواندن شعرهای فارسی با لهجه فارسی برای نخستین بار از زمان عبدالقادر و نیز اجرای تک‌خوانی این تصنیف‌ها توسط همایون شجریان از جمله ویژگی‌های اجرایی این گروه است.

## نقد و نظرات
محمدرضا درویشی در نشست نقد و بررسی این آلبوم عنوان کرد که فرایند آماده‌سازی این آلبوم ۶ سال طول کشیده‌است و قبل از آن هم خودش چندسالی را به مطالعه دربارهٔ نت‌های عبدالقادر مراغی پرداخته‌است. او هم چنین در جواب منتقدانی که می‌گویند این موسیقی سخت و دشوار است و هضم آن مشکل است پاسخ خود مراغی را دربارهٔ تصنیف‌هایش عنوان کرد که می‌گوید: «اینها تصانیف هنری و اخص تصنیف هستند». هم چنین او دربارهٔ پخش این اثر از صدا و سیما بیان کرد: «ما با تلاش خودمان برای انتشار شوق نامه ارکستر تشکیل دادیم و از همایون شجریان خواستیم که با ما همکاری کند؛ بنابراین نمی‌خواهیم این اثر از آنتن زنگ زده تلویزیون پخش شود.»
در این نشست هم چنین ساسان فاطمی، موسیقی‌شناس و منتقد، دربارهٔ این آلبوم گفت: «ترک‌ها در طی سال‌های متمادی به دفعات تمامی قطعات عبدالقادر مراغه ای را نواخته‌اند اما آثار ضبط شده از این آهنگساز وجود ندارد از این رو معتقدم که آلبوم شوق نامه نمونه کامل و بی نظیری از این نظر است.» وی هم چنین بیان کرد این اثر یادگار زیبایی‌شناسی دوره تیموری تا اواخر صفویه است. در ادامه او انتقاداتی هم نسبت به بعضی از قطعات این این آلبوم مانند قطعه شش آواز بیان کرد.

## شش قرن و شش سال
فیلم مستند «شش قرن و شش سال»، به کارگردانی مجتبی میرطهماسب، با موضوع پروژهٔ موسیقی شوق‌نامه ساخته شده‌است. در پیش‌آمد موضوع این مستند آمده‌است: «گروهی موسیقی‌دان تلاشی را آغاز می‌کنند تا تصنیف‌های منسوب به عبدالقادر مراغی، برجسته‌ترین موسیقی‌دان، نظریه‌پرداز، نویسنده و سروده سرای ششصد سال پیش را به استناد کتاب‌ها و رسالات کُهن و از لابه‌لای تاریخ و فرهنگ ایران بازیابی و بازخوانی کنند. این گروه پس از شش سال کند‌ و کاو و تلاش و تمرین پیروز می‌شود آثاری که قرن‌ها پیش از ایران به ترکیه جا به جا شده بودند را برای نخستین بار ضبط و پخش کند. در این فیلم پا به پای این موسیقیدان‌ها شاهد کشف دوباره‌ی ملودی‌ها، ریتم‌ها و فرم‌های فراموش شدهٔ موسیقی ایران خواهیم بود. آثاری ناشنیده که ریشه‌های موسیقی ایرانی را تا شش قرن به عقب می‌برد و عمیق‌تر می‌کند.»
مجتبی میرطهماسب برای ساخت این فیلم که از سال ۱۳۸۶ تا ۱۳۹۲ به درازا انجامید، برندهٔ جایزهٔ ویژهٔ هیئت داوران بخش مستند سی‌ودومین جشنواره فیلم فجر شد.

## دست‌اندرکاران
- سرپرست گروه: محمدرضا درویشی
- خواننده: همایون شجریان
- عود: نگار بوبان
- قانون: ساناز نخجوانی
- رباب: علی صمدپور
- رباب بم: سیروس جمالی
- تنبور (چهارتار): آرش شهریاری
- نی: سیامک جهانگیری
- دایره: بهزاد میرزایی

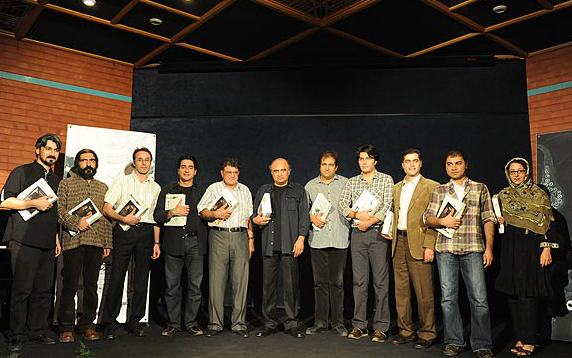
دست‌اندرکاران آلبوم موسیقی شوق‌نامه در مراسم رونمایی از آلبوم ۲۷ شهریور ۱۳۹۰ خانه هنرمندان

- کمانچه آلتو: سامر حبیبی و احسان ذبیحی‌فر
- صدابرداران: ریموند موسسیان و استودیو آفتاب عالم‌تاب آرمین کارباف و مهرناز محبتی، استودیو آفتاب عالم‌تاب، استودیو دیلمان و باغ گلابدره
- میکس مقدماتی: علی صمدپور، سیامک جهانگیری و آرمین کارباف
- میکس نهایی: محمدرضا شجریان و استودیو آفتاب عالم‌تاب (آرمین کارباف)
- مسترینگ: آرمین کارباف و استودیو دیلمان
- ادیت موسیقی: سیامک جهانگیری
- مصحح اشعار: محمدرضا شفیعی کدکنی
- هماهنگی مقدماتی ضبط آواز: سیروس جمالی
- نت‌نویسی: نوید معنوی
- تایپ: نگار بوبان (متن اشعار و فونتیک شعرها)
- ویراستار: محمد افتخاری
- عکاس: امیر نیکنام پیرزاد
- طراح: جمشید حقیقت‌شناس
- آماده‌سازی جهت چاپ و تکثیر: استودیو بل، کامبیز احمدپوری و رضا (مهرداد) اقتداری
- ناظر پروژه: رضا (مهرداد) اقتداری
- مجری طرح: محمدرضا کریمی‌صارمی

## قطعات

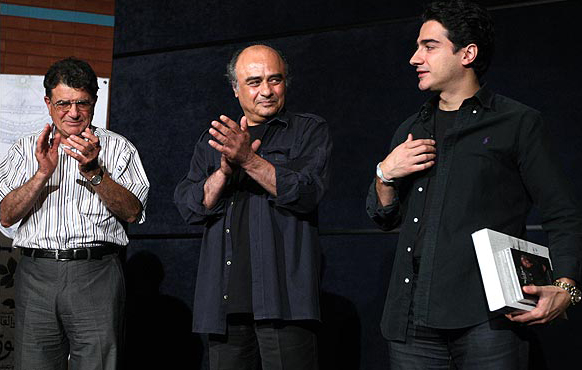
محمدرضا شجریان، محمدرضا درویشی و همایون شجریان در مراسم رونمایی از آلبوم شوق نامه ۲۷ شهریور ۱۳۹۰ خانه هنرمندان

#### سی‌دی شمارهٔ ۱

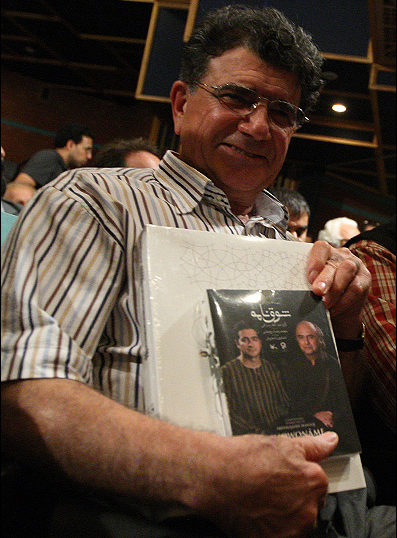
محمدرضا شجریان در مراسم رونمایی از آلبوم شوق نامه ۲۷ شهریور ۱۳۹۰ خانه هنرمندان

| ردیف | مقام            | فرم | دور                | شاعر                 |
| ۱    | راست            | نقش | دویک               | ناشناس               |
| ۲    | راست            | نقش | یوروک سماعی        | ناشناس (رباعی قدیم)  |
| ۳    | نیریز           | کار | آغیر و یوروک سماعی | ناشناس               |
| ۴    | راست            | نقش | خفیف               | ناشناس               |
| ۵    | رهاوی           | نقش | یوروک سماعی        | شیخ فیضی             |
| ۶    | راست            | نقش | آکساک سماعی        | ناشناس               |
| ۷    | راست (حیدرنامه) | کار | دویک               | ناشناس               |
| ۸    | نهاوند کبیر     | کار | روان               | امیرخسرو دهلوی، حافظ |

#### سی‌دی شمارهٔ ۲
| ردیف | مقام          | فرم    | دور                 | شاعر                       |
| ۱    | سه‌گاه         | کار    | خفیف                | ناشناس                     |
| ۲    | سه‌گاه، شش‌آواز | شش‌آواز | مرصع خفیف           | ناشناس (ترنم و نام مقام‌ها) |
| ۳    | بسته‌نگار      | کار    | یوروک سماعی         | فصیح خراسانی               |
| ۴    | پنجگاه        | کار    | آغیر سماعی          | ناشناس                     |
| ۵    | پنجگاه        | نقش    | آکساک و یوروک سماعی | ناشناس، حافظ               |
| ۶    | راست (محتشم)  | کار    | روان                | خیام                       |
| ۷    | راست          | نقش    | هندی                | ناشناس                     |
| ۸    | عشاق          | کار    | خفیف                | شعر ندارد                  |

#### سی‌دی شمارهٔ ۳
| ردیف | مقام           | فرم | دور              | شاعر                            |
| ۱    | عجم            | کار | خفیف             | حافظ                            |
| ۲    | ماهور          | کار | مرصع خفیف        | حافظ                            |
| ۳    | نهاوند کبیر    | نقش | روان             | حسامی                           |
| ۴    | راست           | کار | دویک             | عبدالرحمن جامی                  |
| ۵    | راست           | نقش | فرعی (فرعی مخمس) | ناشناس                          |
| ۶    | حسینی          | کار | خفیف             | ناشناس                          |
| ۷    | عراق           | نقش | یوروک سماعی      | ناشناس (راوی: ابوسعید ابوالخیر) |
| ۸    | راست (شوق‌نامه) | کار | خفیف             | ناشناس                          |